# Piaski (Bolesławiec)
Pour les articles homonymes, voir Piaski.
Piaski est une localité polonaise de la gmina de Bolesławiec, située dans le powiat de Wieruszów en voïvodie de Łódź.